# Bundesautobahn 43
Pour les articles homonymes, voir A43.
La Bundesautobahn 43 (BAB 43, A43 ou Autobahn 43) est une autoroute allemande reliant Münster à Wuppertal en Rhénanie-du-Nord-Westphalie. Elle se connecte à l’A1 (Heiligenhafen-Sarrebruck) à ses deux extrémitées et dessert la partie centrale de la Ruhr (au niveau de Bochum). L’A43 mesure 95 kilomètres.

## Tracé
L’A43 est composée de 23 sorties numerotées de 1 à 23 de Münster à Wuppertal et croise 8 autoroutes (dont 2 fois l’A1) dans le même sens:
- à Münster
- au niveau de Marl
- à Recklinghausen
- à Herne
- à Bochum
- à Bochum
- à Wuppertal
- à Wuppertal